# آنتسوهیهو (بخش)
آنتسوهیهو (به لاتین: Antsohihy) یک بخش‌های ماداگاسکار در ماداگاسکار است که در سوفیا (ماداگاسکار) واقع شده‌است.